# مارغارا

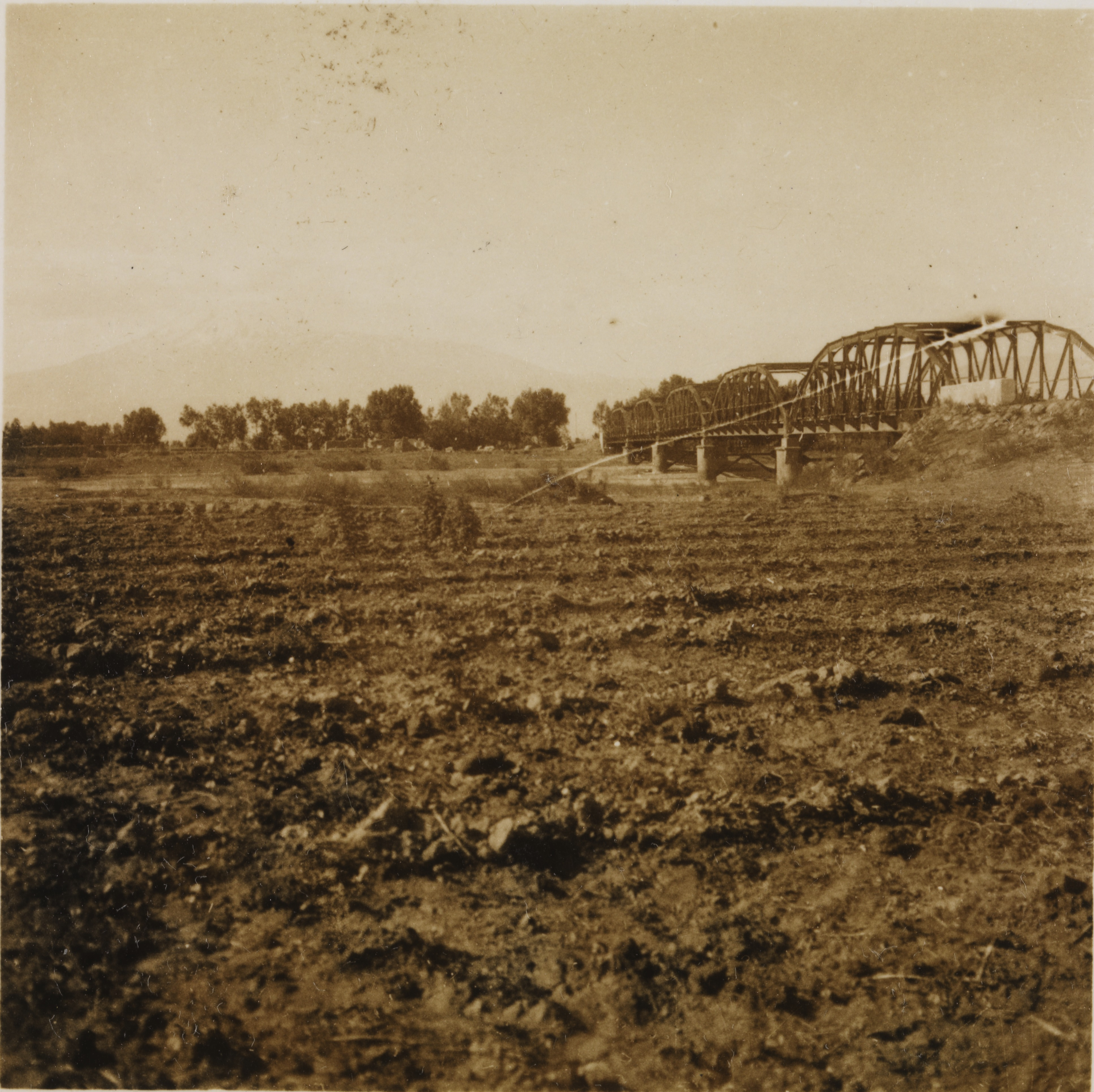
جسر فوق نهر أراكس في مارغارا في عام 1925.

مارغارا (الأرمنية: Մարգարա) هي مدينة تقع في مقاطعة أرمافير في أرمينيا. مارغارا هي أقرب معبر حدودي إلى تركيا من يريفان، على الرغم من أن تركيا أغلقت الحدود مع أرمينيا في عام 1993. تقع المدينة على الجانب الآخر من عليكان. مارغارا لديها جسر طريق عبر نهر أراكس إلى تركيا. كان معبر مارغارا الحدودي تحت حراسة حراس جهاز الأمن الفيدرالي الروسي من عام 1992 إلى عام 2025. تقوم دائرة حرس الحدود الأرمينية بدوريات على هذا المعبر بين أرمينيا وتركيا.

## تاريخ
جُدد المعبر الحدودي بالكامل على الجانب الأرمني في عام 2024 استعدادًا لفتح الحدود البرية بين تركيا وأرمينيا لمواطني الدول الثالثة وحاملي جوازات السفر الدبلوماسية، بموجب اتفاق عام 2022. ولم يُنفذ الاتفاق بعد.
في عام 2023، أعيد فتح المعبر الحدودي لفترة وجيزة للسماح بمرور المساعدات الإنسانية في أعقاب زلزال تركيا وسوريا لأول مرة منذ عام 1988.
في مارس/آذار 2025، فُتح معبر مارغارا الحدودي مرة أخرى لمدة 10 أيام للسماح بتسليم المساعدات الإنسانية من أرمينيا إلى سوريا.